# Majlinda Bregu
Majlinda Bregu, née le 19 mai 1974, est une femme politique albanaise, membre du Parti démocratique. Elle est ministre de l’Intégration européenne du cabinet de Sali Berisha de mars 2007 à septembre 2013.